# Zamość
Zamość (uitspraak: [ˈzamɔɕt͡ɕ], ong. zammosjtj) (Duits: Zamosch, Oekraïens: Замостя) is een stad in het Poolse woiwodschap Lublin, die een eigen stadspowiat vormt. De oppervlakte bedraagt 30,48 km², het inwonertal 64.648 (2016).

## Geschiedenis
Zamość dankt zijn naam aan Jan Zamoyski (1542-1605), de stichter van de stad. Zamoyski studeerde in Padua en had destijds in de Unie van Lublin belangrijke bestuurlijke functies. In 1720 was de stad het toneel van een synode van de Oekraïense Grieks-Katholieke Kerk, waarin besluiten werden genomen ter hervorming van de liturgie.
Tussen 1772 en 1809 lag Zamość in het Kroonland Galicië, tot 1813 in het Hertogdom Warschau en tot 1815 in Congres-Polen. Hierna viel het tot 1916 rechtstreeks onder het Keizerrijk Rusland. In 1916 kwam de stad binnen de invloedssfeer van het Duitse Keizerrijk in het Regentschapskoninkrijk Polen. Tijdens het interbellum lag Zamość in het centrum van de Tweede Poolse Republiek.
In de Tweede Wereldoorlog viel de Zamość van 1939 tot 1944 onder het Duitse Generaal-gouvernement. Onder Kreishauptmann Helmut Weihenmaier werden duizenden plaatselijke Joden samen met van elders gedeporteerde Joden bijeengebracht in het getto van Zamość en uiteindelijk vermoord in de vernietigingskampen. Een deel van de plaatselijke Joodse bevolking kon vluchten. De nazi's wilden dat de Poolse bevolking door Duitse kolonisten zou worden gegermaniseerd. In dit plan (Aktion Zamość) werd de stad omgedoopt tot Himmlerstadt (naar SS-leider Heinrich Himmler) en later ook tot Pflugstadt (Ploegstad). In 1944 werd de stad door het Rode Leger veroverd.
Sinds 1945 ligt Zamość in de Volksrepubliek Polen, vanaf 1989 Republiek Polen en grenst de regio in het oosten aan de Oekraïense Socialistische Sovjetrepubliek, sinds 1991 Oekraïne.
Van 1975 tot 1998 was de stad het bestuurlijk centrum van de woiwodschap Zamość. In 1999 ging het op in de woiwodschap Lublin.
De adellijke familie Zamoyski werd door de nazi's en de communisten vernederd. Een nazaat van Zamoyski, Marcin Zamoyski was van 1990 tot 1992 en van 2002 tot 2014 stadspresident en van 1992 tot 1994 woiwode van Zamość.
Sinds 1992 staat de binnenstad van Zamość op de Werelderfgoedlijst van UNESCO. In deze binnenstad zijn een aantal kleinere wijken, waaronder de Joodse Wijk en de aangrenzende Armeense Wijk van Zamóść. Beide wijken zijn gelegen aan de oostelijke kant van de binnenstad. Het bijzondere is dat zo'n situatie ook voorkomt in de stad Jeruzalem 

## Bezienswaardigheden
- Geboortehuis van Rosa Luxemburg
- Stadhuis (1591-1600)
- Kathedraal (1587-1635): gebouwd door Bernardo Morando, verbouwd tussen 1824 en 1826
- Rynek Wielki (Grote Markt)
- Joodse Wijk
- Armeense Wijk

## Sport
- Hetman Zamość is de lokale voetbalclub.

## Partnersteden
- Bardejov (Slowakije)
- Loughborough (Verenigd Koninkrijk)

## Geboren
- Rosa Luxemburg (1871-1919) , Duits marxistisch politica, filosofe en revolutionaire
- Marek Grechuta (1945-2006), zanger, componist en dichter
- Przemysław Tytoń (1987), voetballer